# Eudelphis
Eudelphis — вимерлий рід кашалотів, що належить до Physeteroidea, який жив у стародавньому басейні Північного моря приблизно 16–11 мільйонів років тому, у середньому міоцені (лангійському періоді).

## Розповсюдження
Голотип Eudelphis відомий з берхемської формації лангіанського віку в околицях Антверпена, Бельгія.

## Таксономія
Колись Eudelphis вважався синонімом роду Scaldicetus, але зараз цей рід вважається сумнівною валідністю через сумнівну діагностичну оцінку голотипу зуба, і Lambert (2008) повторно підтвердив Eudelphis, класифікувавши його як базальний фізетероїд.